# Awfully Deep
Awfully Deep ist das dritte reguläre Studioalbum des britischen Hip-Hop-Künstlers Roots Manuva. Es erschien im Januar 2005 bei Big Dada Recordings, einem Sublabel von Ninja Tune.

## Entstehung
Awfully Deep erschien 2005 als drittes reguläres Album von Roots Manuva, vier Jahre nach dem sehr erfolgreichen Run Come Save Me (in der Zwischenzeit wurde lediglich das Remix-Album Dub Come Save Me veröffentlicht). Es fiel in die Zeit, in der Grime, ein typisch britischer Hip-Hop-Stil mit sehr starken elektronischen Elementen, sehr populär war. Im Gegensatz zu dem sehr energischen, aggressiven Grime ist Awfully Deep ein eher ruhiges, introvertiertes Album. Gleichwohl ist es, wie bereits die früheren Alben Manuvas, reich an Dub-Anklängen.
Fast alle Lieder auf Awfully Deep wurden von Manuva selbst produziert. Da im Produktionsprozess ca. 50 verschiedene Tracks entstanden waren, wurde kurz nach Awfully Deep unter dem Titel Alternately Deep eine Art Fortsetzung veröffentlicht.
Das Album erschien auch in einer Limited Edition-Version, die aus zwei CDs besteht. Die zweite, Bonus-CD trägt den Titel The Noodle Pack und beinhaltet fünf alternative Versionen von Liedern des eigentlichen Albums. Sie ist untertitelt mit Demos, Versions and Exclusions.

## Titelliste

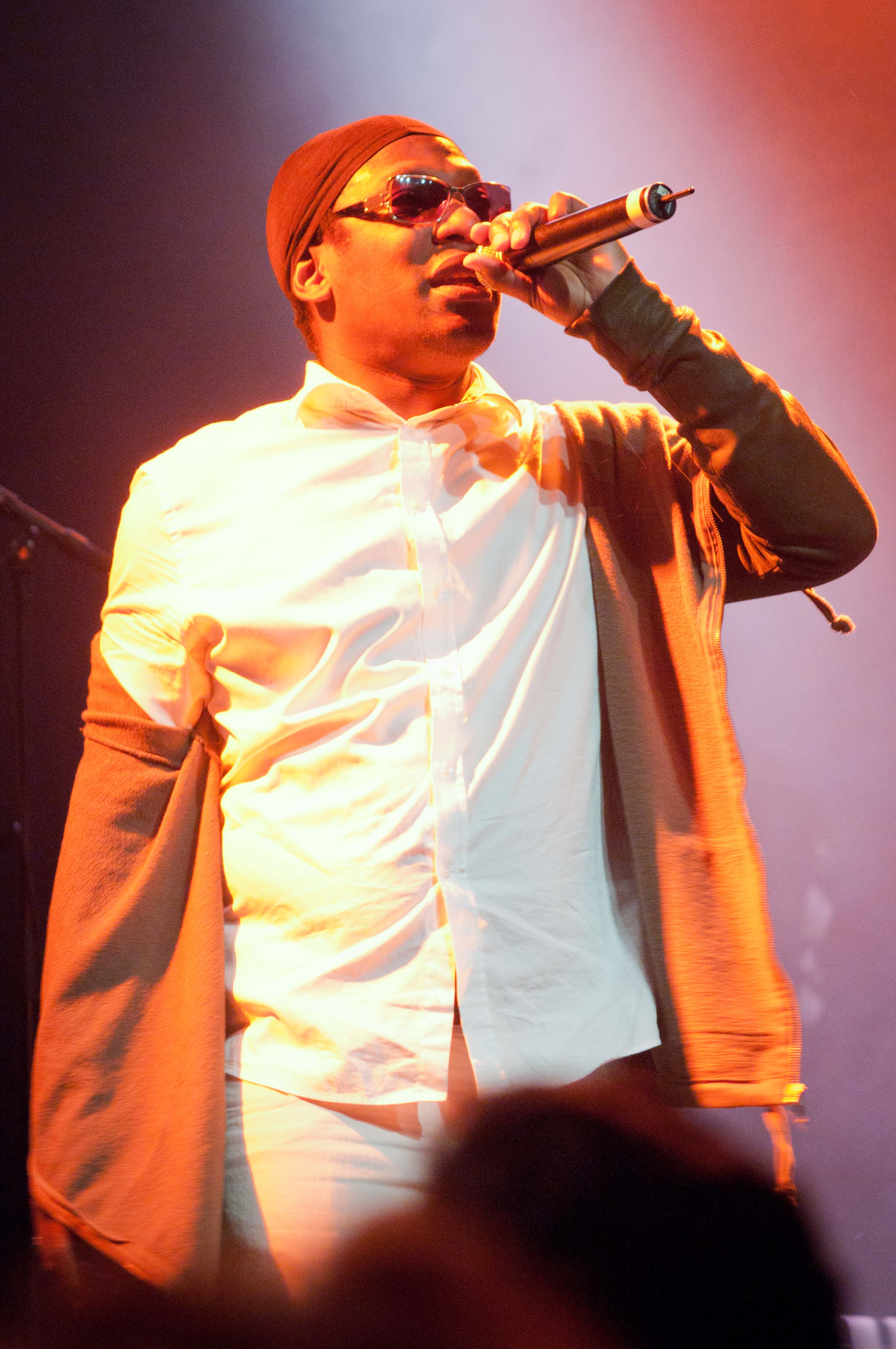
Roots Manuva bei einem Konzert 2012 in Auckland.

1. Mind 2 Motion
2. Awfully Deep
3. Cause4Pause
4. Colossal Insight
5. Too Cold
6. A Haunting
7. Rebel Heart
8. Chin High
9. Babylon Medicine
10. Pause4Cause
11. Move Ya Loin (feat. Lotek)
12. Thinking
13. The Falling
14. Toothbrush

### The Noodle Pack
1. Chin High (Manuvadelics Version)
2. Too Cold (Demo Version)
3. Colossal Insight (Manoustic at Reading)
4. Rebel Heart (Manuvadelics Version)
5. The Falling (Demo Version)

## Rezeption
Laut Metacritic hat Awfully Deep eine durchschnittliche Bewertung von 80/100. Das Portal zählte 16 überwiegend positive und lediglich drei negative Rezensionen. In den britischen Charts erreichte das Album den 24. Platz.
Mehrere Kritiker bemängelten trotz ansonsten positiver Urteile, dass Manuva sich entschied, nicht mit der Zeit zu gehen und sich in der Nähe des Grime aufzustellen, was vermeintlich eine logische Weiterentwicklung nach Run Come Save Me gewesen wäre. Als besonders gut wurden solche Lieder herausgehoben, die „nicht zu weit entfernt von Grime klingen“, wie Rebel Heart, Chin High oder A Haunting.
Auf laut.de wurde das Album mit der Höchstbewertung von fünf Sternen gewürdigt:

„Zwar läuft der neue Longplayer deutlich leiser als die Vorgänger, das macht aber bei Manuvas Klasse rein gar nichts aus. […] Die Platte brilliert erneut mit ganz eigener Atmosphäre und wirkt noch einen Tick sphärischer, als man es vom UK-Rapper gewohnt ist. Schon der Opener Mind 2 Motion stellt klar, dass neben den innovativen Sounds vor allem Manuvas Stimme den Hörer in ihren Bann zieht – mal rappend, mal toastend. Egal ob mit gesungener Hook oder erzählten Strophen, die Tracks wirken für sich alleine oder faszinieren schließlich gemeinsam als Gesamtkunstwerk.“

Eine überschwängliche Rezension des Albums erschien im Guardian, wo Manuvas Musik als „brillant geistreicher, teuflisch klangvoller Hip-Hop“ bezeichnet wurde. Der Rezensent lobte, dass Manuva nicht den vermeintlich typisch amerikanischen Machismus aufweise.

„Smith has crafted an album that is deft, addictive and profoundly musical, and it feels like a fresh-minted classic.“

„Smith [Roots Manuvas bürgerlicher Nachname] schuf ein Album, das geschickt, süchtig machend und zutiefst musikalisch ist und das sich anfühlt, wie ein frisch gepresster Klassiker.“